# 巴里萨尔机场
巴里萨尔机场 (羅馬化：Barisal Airport) 是位于孟加拉国巴里萨尔境内的一座机场，同时也是该地最大的一座机场。这座机场在1995年到2009年间共接待乘客158987名，有超过20000个客运及货运航班从这座机场起落 。

## 航空公司
| 航空公司        | 目的地 |
| --------------- | ------ |
| 孟加拉航空      | 达卡   |
| 美国-孟加拉航空 | 达卡   |